# Ивановское (Устюженский район)
Ивановское — деревня в Устюженском районе Вологодской области.
Входит в состав Никифоровского сельского поселения, с точки зрения административно-территориального деления — в Никифоровский сельсовет.
Расстояние до районного центра Устюжны по автодороге — 26 км, до центра муниципального образования посёлка Даниловское по прямой — 10 км. Ближайшие населённые пункты — Выползово, Конюхово, Теплино.
Население по данным переписи 2002 года — 39 человек (19 мужчин, 20 женщин). Преобладающая национальность — русские (74 %).